# Весь мир — театр

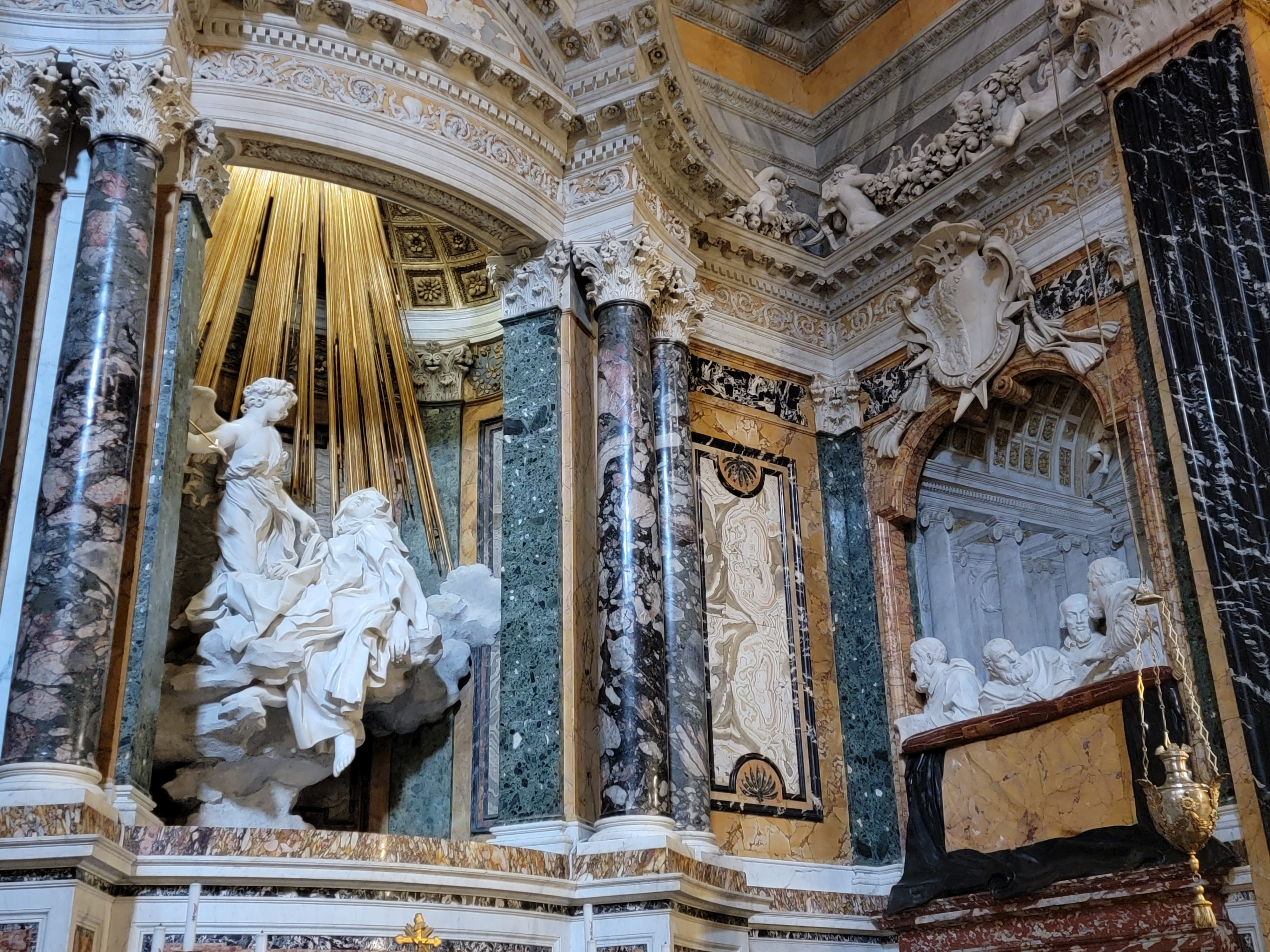
Бернини стремился устранить границу между жизнью и театром: кардиналы наблюдают экстаз святой Терезы (алтарная группа в капелле Корнаро)

«Весь мир — театр» — метафора, проводящая параллели между жизнью человечества и игрой актёров. Широко известна по началу монолога Жака из шекспировской комедии «Как вам это понравится» (англ. All the world's a stage, // And all the men and women merely players, в переводе Т. Л. Щепкиной-Куперник «Весь мир — театр. // В нём женщины, мужчины — все актёры»), хотя история метафоры уходит в античность (Платон) — это одна из культурных констант по Ю. С. Степанову

## История
Ю. С. Степанов прослеживает историю метафоры по крайней мере с Пифагора (VI век до н. э.), который считал, что мир устроен подобно Олимпийским играм, куда приходят три типа людей: низший сорт посещает Игры с целью что-то продать или купить, на следующем уровне стоят атлеты, но лучшие из людей приходят посмотреть на зрелище. Декорации и маски в жизни находил Сенека: «знаем же мы, что под [позолотой] — неприглядное дерево! … и у всех тех, кто гордо шествует у тебя на виду, счастье облицовано…». Р. Вангшардт (дат. Rasmus Vangshardt) считает, что идея мира как колоссального театра проходит через всю европейскую литературу, от Илиады, где Зевс не в состоянии отвести глаза от происходящей драмы, через послание апостола Павла (1Кор. 4:9), где действия апостолов названы театром («позорище» в русском переводе), «Божественную комедию» Данте, Антонио в «Венецианском купце» с его «Мир — сцена, где у всякого есть роль; / Моя — грустна» (акт 1, сцена 1), к Э. Юнгеру, наблюдающему за театром «ошеломительной красоты» — бомбёжкой Парижа — с бокалом бургундского вина в руке и брошенной в него клубничкой («Излучения»).
В XVII веке П. Кальдерон противопоставляет в своих ауто мир как театр («El gran teatro del mundo», «Великий театр мира») и мир как ярмарку («El gran mercado del mundo», «Великая ярмарка мира»).

## Интерпретация
В. Манягин подчёркивает несомненное наличие в словах Шекспира в том числе и прямолинейного поверхностного смысла («внешний слой луковицы»): каждый человек в ходе своей жизни разыгрывает перед другими людьми свою роль, что соответствует типичному современному пониманию метафоры в духе всеобщего лицемерия.
Эпиктет видит в аналогии жизни и спектакля императив: «Помни: ты — актёр в спектакле и должен играть роль, назначенную тебе распорядителем … Если он назначил тебе роль нищего, постарайся и её сыграть как следует, да и любую другую роль: калеки, государя или обыкновенного гражданина. Твое дело — хорошо исполнить свою роль; выбор роли — дело другого».
По мнению Степанова, христианская позиция Кальдерона состоит в том, что роль в мире-театре человеку поручается Богом и потому её следует играть со старанием. Притворство и театральность, которые также присутствуют в описании мира как театра, отступают на второй план и осуждаются. Ю. С. Степанов отмечает, что если весь мир — театр режиссёра-Бога, «то тогда в нём не остается места свободе воли, в таком случае мир — царство детерминизма», по крайней мере в очень большой степени, ведь «и в театре всегда возможна импровизация».
Манягин видит в шекспировском тексте с одной стороны, наоборот, упадок детерминизма, связанный с сокращением роли религии в эпоху Ренессанса; Шекспир у него понимает жизнь как игру Фортуны, то возносящей человека на своём колесе, то бросающей его в бездну, по аналогии со словами Лукиана, что «предводительствует и указывает места Судьба, определяя каждому его платье. Выхватывая кого случится, она надевает на него царскую одежду, тиару, даёт ему копьеносцев, венчает главу диадемой; другого награждает платьем раба, третьему даёт красоту, а иного делает безобразным и смешным: ведь зрелище должно быть разнообразно!». Шекспир тем самым озвучивает популярные взгляды своего времени. С другой стороны, Манягин предлагает интерпретацию текста как описания Божественного театра, в котором люди играют комедию (или трагедию) для единственного Зрителя — Бога.